# Coconut - Micul dragon (serial)
Coconut - Micul dragon (engleză Coconut - The Little Dragon) este un serial de animație german, ce se bazează pe filmul CGI cu nume comun din 2014, care la rândul său se bazează pe seria de cărți pentru copii Little Dragon scrisă de Ingo Siegner.
Serialul este produs de Gabriele Walther și a avut premiera oficială pe canalul german KiKA, pe data de 2 noiembrie 2015. Premiera în România a fost pe canalul Boomerang, pe data de 22 mai 2017 (inițial ar fi trebuit să înceapă cu două săptămâni mai înainte, pe 8 mai, dar datorită unor probleme materiale tehnice premiera a fost mutată).

## Premisă
Serialul se petrece pe Insula Dragon, unde sunt două tabere de dragoni: cei de foc, care pot zbura, și cei Gourmet, cărora le plac mâncarea și au dezabilitatea zborului. Personajele principale sunt micuțul Coconut dragonul de foc și prietenii săi cei mai buni, Oscar dragonul Gourmet și Matilda porcul spinos. Aceștia au tot timpul parte de multe aventuri pe insulă, dar în același timp intră și în foarte multe belele, de obicei cauzate de neatenția și entuziasmul lui Coconut. Dar întotdeauna cei trei găsesc o cale de rezolvare, iar în același timp Coconut învață lecții valoroase din aceste greșeli.

## Personaje
- Coconut - personajul principal al serialului. Este un dragon portocaliu cu șeapcă albastră, foarte optimist și aventuros, dar cam neatent, iar singura sa slăbiciune este faptul că încă nu poate zbura. Lui nu îi pasă de ce spun alții, și vrea să vadă totul prin proprii ochi și să aibă noi experiențe de unul singur, indiferent de dificultate. Dar uneori curiozitatea sa exagerată îl pune în noi aventuri.
- Oscar - este unul din cei mai buni prieteni ai lui Coconut. Este un dragon purpuriu ce face parte din tribul Gourmet. Ca și celorlalți dragoni de rasa sa, cel mai mult îi place să mănânce, și o cam face tot timpul. De asemenea, este neînfricat de absolut nimic, sau cel puțin așa crede el.
- Matilda - este a doua cea mai bună prietenă a lui Coconut, un porc spinos de culoare gălbuie. Este foarte deșteaptă, și știe foarte multe lucruri, și întotdeauna îi dă lui Coconut sfaturi bune și ajutătoare pentru planurile sale. Dar ea poate depista orice risc, nu ca și Coconut, dar chiar și atunci este optimistă și găsește rezolvarea în orice.
- Mette - este mama lui Coconut, care este foarte strictă și mereu îl ceartă când dă de belele. Ei îi este foarte frică că i se poate întâmpla ceva oribil lui Coconut, și foarte greu îl lasă să iasă din casă fără măsuri de siguranță.
- Magnus - este tatăl lui Coconut, care este mai timid și de obicei îl ajută și el pe Coconut când are necazuri.
- Bunicul Georgie (en. Grampa Georgie) - Georgie este bunicul lui Coconut și tatăl lui Magnus, care este poate cel mai înțelept dintre toți dragonii. Este mereu deschis să încerce lucrui noi și mereu pregătit să asculte nevoile și îngirjorările nepotului său. El este cel care plantează iarba de foc în fiecare an, fără care dragonii nu ar mai putea scuipa nici o flacără. Georgie este foarte impresionat de spiritul de aventurier al lui Coconut și chiar îl încurajează către acest lucru, lucru de care uneori părinții săi nu sunt prea de acord.
- Adele - ea este mama lui Oscar, un dragon Gourmet ce este foarte rafinată și chiar mai fițoasă. Nu prea este de acord cu prietenia dintre fiul ei și Coconut, dar deoarece a văzut cât de apropiați sunt, a decis să-i mai dea o șansă.
- Herbert - este tatăl lui Oscar
- Mini Mo - este un dragon de pământ de mărime foarte mică, care poartă ochelari de soare și de obicei are o fire foarte amuzantă. De obicei intră și el în aventurile lui Coconut și ale prietenilor săi.
- Marele Mo (en. Big Mo) - este tot un dragon de pământ, și în același timp vărul lui Mini Mo. Dar spre deosebire de acesta, el este foarte gigant, chiar cel mai mare dintre toți dragonii, și capul său ajunge până la soare. Acesta trăiește în tărâmurile ierbii. Chiar dacă ei diferă mult de mărime, Marele și Mini Mo se înțeleg foarte bine.
- Baldwin - Baldwin este un dragon de peșteră negru, cu ochelari de soare. Toți dragonii se tem de el datorită unui zvon că acesta iese noaptea și mănâncă orice întâlnește în cale, când de fapt tot ce vrea acesta sunt nuci și fructe de pădure. De aceea îi este cam prea frică să iasă din peștera sa, și de aceea acesta are tot timpul un miros respingător și neplăcut, care îi îndepărtează și mai mult pe ceilalți dragoni de el.
- Ananas (en. Pineapple) - Ananas este cea mai mare rivală a lui Coconut, care se crede mai bună decât el la orice. Ea și Coconut se întrec în multe chestii, iar el îi dovedește mai tot timpul că poate face orice dacă se străduiește cu adevărat.
- Proselinda - Proselinda este profesoara lui Coconut de la școala de zbor. În ciuda vârstei sale înaintate, ea este încă plină de energie. Ea își ia treaba de profesor într-o manieră foarte serioasă, și vrea să scoată din elevii ei tot ce e mai bun, chiar dacă are prea multe dificultăți cu Coconut. Ananas este eleva ei favorită.
- Domnul Gheară (en. Mr. Claw) - Domnul Gheară este un dragon albastru foarte politicos, dar care trăiește cu soția sa obsesivă și milioanele de ouă de dragon într-o peșteră călduroasă din munți. El face orice pentru doamna Gheară, și are grijă de ea cu un devotament imens. Dar deși au foarte multe griji pe capul lor, cei doi formează un cuplu perfect și foarte puternic. De obicei îl pune pe Coconut să aibă grijă de numeroșii lor pui când aceștia pleacă la o întâlnire.
- Șef (en. Chef) - Șef este persoanjul negativ al serialului. Este regele și șeful satului Gourmet, care deține totul. Nu îl suportă mai de loc pe Coconut, și mereu pune la cale planuri mișelești pentru a-l îndepărta de ceilalți dragoni Gourmet, de obicei folosindu-l pe Oscar ca momeală. Șef este foarte morocănos, și tratează oribil ceilalți locuitori ai satului său, mai ales pe slugile sale. De asemenea, manierele sale cam lasă de dorit.
- Gustărică (en. Tasty Treat) - Gustărică este un mic pui de vițel, și animalul de companie al lui Oscar. Este foarte jucăuș, dar uneori cam neascultător.

## Episoade
| Premiera în România | N/o | Titlu român                     | Titlu englez               |
| ------------------- | --- | ------------------------------- | -------------------------- |
|                     |     |                                 |                            |
| PRIMUL SEZON        |     |                                 |                            |
|                     |     |                                 |                            |
| 22.05.2017          | 01  | Oul                             | The Egg                    |
|                     |     |                                 |                            |
| 22.05.2017          | 02  | O lume sigură                   | A Friendly Word            |
|                     |     |                                 |                            |
| 23.05.2017          | 03  | Proba de muzică                 | Pop Rivals                 |
|                     |     |                                 |                            |
| 24.05.2017          | 04  | Întâlnire cu zbor               | Flying Date                |
|                     |     |                                 |                            |
| 25.05.2017          | 05  | Șef îndrăgostit                 | Chef in Love               |
|                     |     |                                 |                            |
| 26.05.2017          | 06  | Coconut zburătorul              | Flying Coconut             |
|                     |     |                                 |                            |
| 29.05.2017          | 07  | Capcana                         | The Trap                   |
|                     |     |                                 |                            |
| 30.05.2017          | 08  | De două ori într-o viață        | Twice in a Lifetime        |
|                     |     |                                 |                            |
| 31.05.2017          | 09  | Dragonul din vulcan             | Volcano Dragon             |
|                     |     |                                 |                            |
| 01.06.2017          | 10  | Prea multe gustări              | Too Mush of a Good Thing   |
|                     |     |                                 |                            |
| 02.06.2017          | 11  | Revanșa                         | The Ringer                 |
|                     |     |                                 |                            |
| 05.06.2017          | 12  | Gustărică năzdrăvanul           | Tasty Treats               |
|                     |     |                                 |                            |
| 06.06.2017          | 13  | În pământ                       | Grounded                   |
|                     |     |                                 |                            |
| 07.06.2017          | 14  | Dragonela                       | Dragonella                 |
|                     |     |                                 |                            |
| 08.06.2017          | 15  | Dintele lui Baldwin             | Baldwin’s Teeth            |
|                     |     |                                 |                            |
| 09.06.2017          | 16  | Oscar bucătarul                 | The Cook                   |
|                     |     |                                 |                            |
| 12.06.2017          | 17  | Piatra norocoasă                | The Lucky Stone            |
|                     |     |                                 |                            |
| 13.06.2017          | 18  | Siguranța înainte de toate      | Safety First               |
|                     |     |                                 |                            |
| 14.06.2017          | 19  | Vecinii dragoni                 | Dragon Slickers            |
|                     |     |                                 |                            |
| 15.06.2017          | 20  | Locul perfect                   | The Perfect Spot           |
|                     |     |                                 |                            |
| 16.06.2017          | 21  | Comoara                         | The Treasure               |
|                     |     |                                 |                            |
| 19.06.2017          | 22  | Șef și dieta                    | Chef on a Diet             |
|                     |     |                                 |                            |
| 20.06.2017          | 23  | Legătura                        | The Bonding                |
|                     |     |                                 |                            |
| 21.06.2017          | 24  | Marea pauză a marelui Mo        | Big Boss Big Break         |
|                     |     |                                 |                            |
| 22.06.2017          | 25  | Nebunie la pomul de fructe      | Fruit Tree Feud            |
|                     |     |                                 |                            |
| 23.06.2017          | 26  | Super copilul                   | Super Baby                 |
|                     |     |                                 |                            |
| SEZONUL 2           |     |                                 |                            |
|                     |     |                                 |                            |
| 04.09.2017          | 27  | Magnus dragonul Gourmet         | Magnus the Gourmet Dragon  |
|                     |     |                                 |                            |
|                     | 28  | '                               | Dragon Trial               |
|                     |     |                                 |                            |
| 05.09.2017          | 29  | Paznicul casei                  | Housesitter                |
|                     |     |                                 |                            |
| 06.09.2017          | 30  | Jurnalul prințului              | Princes Diaries            |
|                     |     |                                 |                            |
| 07.09.2017          | 31  | Promisiunea                     | The Promise                |
|                     |     |                                 |                            |
| 08.09.2017          | 32  | Slujba de vis                   | Dream Job                  |
|                     |     |                                 |                            |
| 11.09.2017          | 33  | Casa bântuită                   | A Haunting We Will Go      |
|                     |     |                                 |                            |
| 12.09.2017          | 34  | Duhul din lampă                 | Genie in a Bottle          |
|                     |     |                                 |                            |
|                     | 35  | '                               | Rotten Pinapple            |
|                     |     |                                 |                            |
| 13.09.2017          | 36  | Amnezia lui Oscar               | Oscar’s Amnesia            |
|                     |     |                                 |                            |
| 14.09.2017          | 37  | Vizita bunicii                  | Grandma Comes              |
|                     |     |                                 |                            |
|                     | 38  | '                               | Birthday Surprise Party    |
|                     |     |                                 |                            |
| 15.09.2017          | 39  | Jocurile dragonilor             | Dragon Games               |
|                     |     |                                 |                            |
| 18.09.2017          | 40  | Transformarea lui Baldwin       | Baldwin’s Makeover         |
|                     |     |                                 |                            |
| 19.09.2017          | 41  | Petrecerea în pijamale          | The Sleepover              |
|                     |     |                                 |                            |
| 20.09.2017          | 42  | Yum Yum                         | Yum Yum                    |
|                     |     |                                 |                            |
| 21.09.2017          | 43  | Casă dulce casă                 | Home Sweet Home            |
|                     |     |                                 |                            |
|                     | 44  | '                               | Scared Dragon              |
|                     |     |                                 |                            |
| 22.09.2017          | 45  | Bilet de trimitere              | School Report              |
|                     |     |                                 |                            |
| 25.09.2017          | 46  | Adele e șefa                    | Driving Adele              |
|                     |     |                                 |                            |
| 26.09.2017          | 47  | Expresul Coconut                | Coconut Express            |
|                     |     |                                 |                            |
| 27.09.2017          | 48  | Marele Mo blocat în canion      | Big Bo Stuck in the Canyon |
|                     |     |                                 |                            |
| 28.09.2017          | 49  | Coconut vinovat                 | Guilty Coconut             |
|                     |     |                                 |                            |
| 29.09.2017          | 50  | Bomboane pentru bunicul Georgie | Toffees for Georgie        |
|                     |     |                                 |                            |
| 02.10.2017          | 51  | Creștere peste noapte           | Overnight Growth           |
|                     |     |                                 |                            |
| 03.10.2017          | 52  | Sughițuri                       | Hiccup                     |

## Legături externe
- Coconut - Micul dragon la Internet Movie Database
- Site web oficial Arhivat în 31 ianuarie 2018, la Wayback Machine.